# Corel
Corel Corporation is een softwarebedrijf dat grafische en kantoorsoftware maakt. Het hoofdkantoor bevindt zich in Ottawa in Ontario, Canada.

## Geschiedenis
Corel Corporation werd opgericht door Michael Cowpland in 1985 als een onderzoekslaboratorium ("Corel" is een samentrekking van "COwpland REsearch Laboratory"). In het begin van de jaren 90 maakte Corel furore met het pakket CorelDraw een van de eerste vector-tekenprogramma's voor het grotere publiek. Hiermee werd Corel voor enige tijd het grootste softwarebedrijf van Canada. In navolging van Borland en Novell probeerde Corel met de aankoop van WordPerfect de concurrentie met Microsoft aan te gaan op het gebied van kantoorsoftware maar kwam mede hierdoor op de rand van een faillissement. 
Corel maakte een softwarepakket genaamd WordPerfect Office, waarin meerdere programma's zijn opgenomen die onderling kunnen samenwerken.
Oprichter Cowpland kreeg een onderzoek naar handel met voorkennis en verliet het bedrijf in augustus 2000. In oktober maakte Microsoft bekend dat het $135 miljoen investeerde in een 'strategische alliantie' met Corel.
In 1999 startte Corel met een Linux-distributie, Corel LinuxOS genaamd. In 2002 verkocht Corel deze op Debian gebaseerde Linuxversie aan Global Linux Partners, dat het verder ontwikkelde als Xandros.
In augustus 2003 werd Corel in zijn geheel overgenomen door Vector Capital, een particuliere investeerder, en is daarmee nu een niet beursgenoteerde privé-onderneming.
Corel heeft op zijn beurt nog eens WinZip, Jasc, Ulead en Intervideo overgenomen in 2006.
Het bedrijf maakte eind 2018 de overname van Parallels bekend, een producent van virtualisatiesoftware.
Een jaar later in 2019 werd bekend dat de Amerikaanse investeringsmaatschappij Kohlberg Kravis Roberts & Co (KKR) een overeenkomst had gesloten voor de overname van Corel voor een bedrag van ruim 1 miljard dollar. KKR gaf aan met deze overname de groei van Corel te willen versnellen.

## Software
- CorelDraw
- DVD Movie Factory
- Intervideo WinDVD
- Corel Painter
- Corel PaintShop Photo Pro
- Snapfire
- Ulead PhotoImpact
- Ulead VideoStudio
- WinZip
- WordPerfect
- WordPerfect Mail
- WordPerfect Lightning